# Port lotniczy Podgorica
Port lotniczy Podgorica (czarnog. Аеродром Подгорица, Aerodrom Podgorica) (IATA: TGD, ICAO: LYPG) – międzynarodowy port lotniczy znajdujący się w Golubovcach 12 km na południe od Podgoricy. 
Został wybudowany w 1961 roku. Jest to jedno z dwóch cywilnych lotnisk w Czarnogórze obok lotniska Tivat. Kodem lotniska jest TGD, ponieważ Podgorica w latach 1946–1992 nosiła nazwę Titograd. W 2015 roku obsłużył 748 175 pasażerów.

## Linie lotnicze i połączenia
| Linia lotnicza    | Kierunek |
| ----------------- | --- |
| Aegean Airlines   | Sezonowo: 1. Ateny |
| Air Astana        | Sezonowo: 1. Ałmaty 2. Astana |
| Air Montenegro    | 1. Belgrad 2. Frankfurt 3. Stambuł 4. Lublana 5. Rzym-Fiumicino 6. Zurych Sezonowo: 1. Baku (od 7 czerwca 2025) 2. Brno 3. Lyon 4. Nantes 5. Paryż-Charles de Gaulle 6. Praga (od 1 maja 2025) Sezonowe czartery: 1. Bratysława 2. Erywań (od 27 czerwca 2025) 3. Kopenhaga (od 27 czerwca 2025) 4. Koszyce (od 27 czerwca 2025) 5. Lille 6. Tarsus 7. Tbilisi (od 27 czerwca 2025) |
| Air Serbia        | 1. Belgrad |
| AlbaStar          | Sezonowe czartery: 1. Madryt |
| Austrian Airlines | 1. Wiedeń |
| Enter Air         | Sezonowe czartery: 1. Katowice 2. Poznań |
| LOT               | 1. Warszawa-Chopin |
| Luxair            | Sezonowo: 1. Luksemburg |
| Pegasus Airlines  | 1. Stambuł-Sabiha Gökçen |
| Ryanair           | 1. Londyn-Stansted Sezonowo: 1. Berlin 2. Bruksela-Charleroi 3. Gdańsk 4. Kraków 5. Wrocław |
| Smartwings        | Sezonowe czartery: 1. Gdańsk 2. Katowice |
| Tailwind Airlines | Sezonowe czartery: 1. Stambuł |
| Transavia         | Sezonowo: 1. Paryż-Orly |
| Turkish Airlines  | 1. Stambuł |
| Wizz Air          | 1. Budapeszt 2. Dortmund 3. Memmingen 4. Mediolan-Malpensa Sezonowo: 1. Katowice 2. Londyn-Gatwick 3. Warszawa-Chopin 4. Wiedeń |